# Schopfhirsch
Der Schopfhirsch oder Schopfmuntjak (Elaphodus cephalophus) ist eine in Ostasien lebende Hirschart aus der Tribus der Muntjakhirsche (Muntiacini).

## Merkmale
Schopfhirsche erreichen eine Kopf-Rumpf-Länge von 110 bis 160 Zentimeter, eine Schwanzlänge von 7 bis 15 Zentimeter und eine Schulterhöhe von 50 bis 70 Zentimeter. Das Gewicht erwachsener Tiere variiert von 17 bis 50 Kilogramm. Das raue Fell ist dunkelbraun oder dunkelgrau gefärbt, die Lippen, die Ohrspitzen, die Unterseite des Schwanzes und manchmal die Augenregion sind leuchtend weiß. Namensgebendes Merkmal ist der schwarzbraune, bis zu 17 Zentimeter hohe Haarschopf am Kopf. Dieser Schopf verläuft von den Augen bis zum Hinterkopf. Das Geweih, das nur die Männchen tragen, besteht aus zwei einfachen Stangen, die eine Länge von fünf Zentimeter erreichen und oft gänzlich im Haarschopf verborgen sind. Männchen haben außerdem verlängerte obere Eckzähne, die aus dem Maul ragen.
Die Unterschiede zur Gattung der Muntjaks (Muntiacus) liegen im größeren Körper, den kleineren Eckzähnen und den kürzeren Rosenstöcken (der knöchernen Basis des Geweihs).

## Verbreitung und Lebensraum
Das Verbreitungsgebiet der Schopfhirsche umfasst das südliche China von Tibet bis zu den Provinzen Zhejiang und Fujian, darüber hinaus kommen sie im Norden Myanmars vor. Ihr Lebensraum sind Bergwälder in Höhenlagen zwischen 300 und 4500 Meter. Der Schopfhirsch hält sich allerdings nie weit von Gewässern auf.

## Lebensweise
Schopfhirsche sind überwiegend dämmerungsaktiv und leben einzelgängerisch. Sie sind territorial und standorttreu. Zur Kommunikation mit Artgenossen dient ein bellendes Geräusch, auf der Flucht wird der Schwanz aufgerichtet, sodass ein weißes „Fluchtsignal“ erscheint. Der Schrecklaut des Schopfhirsches ist ein lautes Bellen. Damit warnt er sein Partnertier und das Jungtier vor Gefahr und lenkt vermutlich auch die Aufmerksamkeit des Störers auf sich. Die Nahrung der Schopfhirsche besteht aus Gräsern und anderen Pflanzen.
Die Paarung erfolgt im Spätherbst und Winter, die Geburt fällt nach einer rund siebenmonatigen Tragzeit im Spätfrühling oder Sommer. Die Tragezeigt beträgt durchschnittlich 210 Tage. Üblicherweise kommt ein einzelnes Jungtier zur Welt, Zwillinge sind selten. Jungtiere haben reihenförmig angeordnete weiße Flecken entlang des Rückgrats, sind aber ansonsten wie erwachsene Tiere gefärbt. Ihr Gewicht beträgt ein bis zwei Kilogramm und sind im Vergleich zur Körpergröße der adulten Tiere ungewöhnlich schwer und groß. Die Geschlechtsreife tritt mit 18 Monaten ein. Sie erreichen ein Lebensalter von maximal zwölf Jahren.
Zu den Fressfeinden des Schopfhirsches zählen Leoparden, Tiger und Bären. Schakale können außerdem auch Jungtiere schlagen.

## Bedrohung

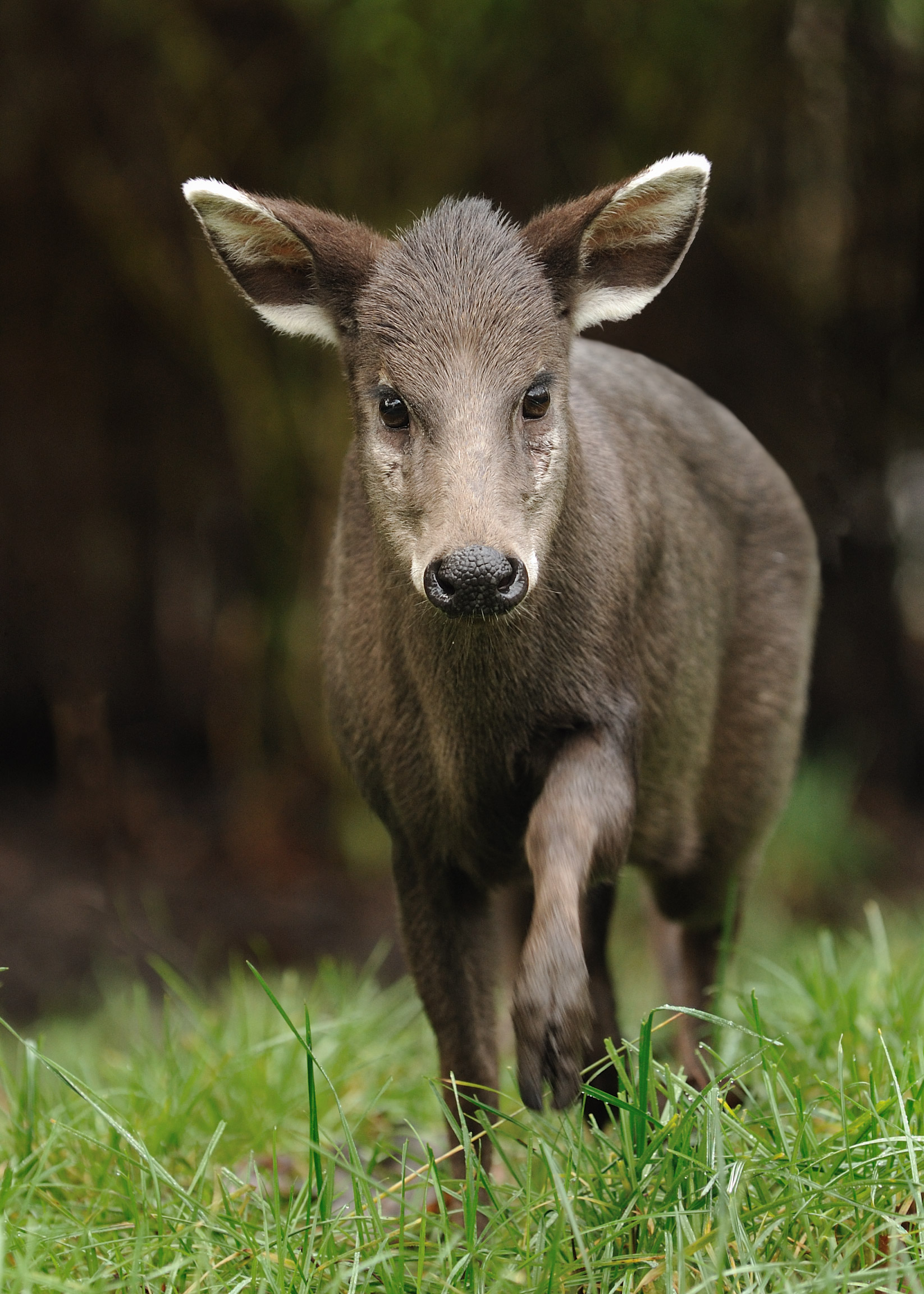
Schopfhirsch

Der Gefährdungsgrad der Schopfhirsche ist nicht bekannt. Eine Schätzung aus dem Jahr 1993 zifferte den Bestand in China auf 500.000 Tiere.

## Einzelbelege
1. 1 2 3 4   Rue, S. 34.